# Gouvernement François-Pierre Guizot
 (août 2017).
Si vous disposez d'ouvrages ou d'articles de référence ou si vous connaissez des sites web de qualité traitant du thème abordé ici, merci de compléter l'article en donnant les références utiles à sa vérifiabilité et en les liant à la section « Notes et références ».
Monarchie de Juillet
Gouvernement Jean-de-Dieu Soult III Gouvernement provisoire de 1848
Le ministère Guizot est le 16e ministère de la monarchie de Juillet. Constitué le 18 septembre 1847 sous la présidence de François Guizot. Comptant 9 membres, il reste en place jusqu'au 24 février 1848.

## Constitution
Le 18 septembre 1847, Guizot, qui exerce de fait la direction du ministère depuis 1840 sous l'autorité nominale du maréchal Soult, est officiellement nommé président du Conseil.
Le ministère ayant été remanié dès le 9 mai 1847, ce changement à sa tête ne s'accompagne d'aucun remaniement de l'équipe gouvernementale.

## Composition

### Président du Conseil
| Fonction                           | Image | Nom             |
| ---------------------------------- | ----- | --------------- |
| Président du Conseil des ministres |       | François Guizot |

### Ministres
| Fonction                                 | Image | Nom                          |
| ---------------------------------------- | ----- | ---------------------------- |
| Ministre des Affaires étrangères         |       | François Guizot              |
| Ministre de l'Intérieur                  |       | Tanneguy Duchâtel            |
| Ministre de la Justice et des Cultes     |       | Michel Hébert                |
| Ministre de la Guerre                    |       | Camille Alphonse Trézel      |
| Ministre des Finances                    |       | Pierre Sylvain Dumon         |
| Ministre de la Marine et des Colonies    |       | Louis Napoléon Lannes        |
| Ministre de l'Instruction Publique       |       | Narcisse-Achille de Salvandy |
| Ministre des Travaux publics             |       | Hippolyte Paul Jayr          |
| Ministre de l'Agriculture et du Commerce |       | Laurent Cunin-Gridaine       |

### Sous-secrétaires d'État
| Fonction                                                       | Image | Nom                    |
| -------------------------------------------------------------- | ----- | ---------------------- |
| Sous-secrétaire d'État à la Marine et aux Colonies             |       | Jean Jubelin           |
| Sous-secrétaire d'État à l'Intérieur                           |       | Antoine François Passy |
| Sous-secrétaire d'État à la Guerre (nommé le 24 novembre 1847) |       | Pierre Magne           |